# Ado Reinvald
Ado Reinvald (Viiratsi, 1847. december 3. – Kulbilohu, ma Elva része, 1922. február 8.) észt költő, író.

## Élete
Apja a livóniai Viljandi megyében bérelt egy birtokot. Reinvald csak alacsony iskolai végzettséget szerzett, autodidakta módon képezte tovább magát. 1850 és 1894 közt Väluste faluban (ma Tarvastu község) az Ilissa tanyán. 1867-ben apját agyonverték, ezért neki kellett vezetnie a gazdaságot. 1894-ben a birtok csődbe ment, Reinvald Elvára költözött, ahol egy házat vett. 1912-től Kulbilohu községben élt, ahol szinte teljes egészében az írásnak szentelte magát. Nagyon rossz körülmények közt hunyt el 1922-ben, ma a tartui Raadi temetőben nyugszik. 
1868-tól számos verset, szatírát és novellát írt. 1897-ben készült el Bagdadi Kalif című színdarabjával. Ma leginkább hazafias észt költészete ismert. Leghíresebb verse a Kuldrannake. Követte példaképe, Lydia Koidula irodalmi hagyományait, de nagy hatással volt rá Friedrich Reinhold Kreutzwald is. Az észt nemzeti ébredés egyik fontos költője volt. Az 1878-ban alapított Sakala című lapnál is tevékenykedett, valamint kalendáriumok összeállításával is foglalkozott. Nikolai Baturin észt író Reinvald életének szentelte Kuldrannake című darabját.

## Válogatott munkái
- Villandi laulik (négy kötetben: 1872, 1875, 1877, 1889)
- Õitsi Ööpik (1876)
- Nalja-Kannel ehk Laulurahe Baltlaste lilliaias (két kötetben: 1881, 1883), testvére, Jüri Reinvald (1853–1913) munkáival közösen
- Ado Reinvaldi laulud (1904)
- Valik luuletusi (gyűjteményes kiadás, posztumusz jelent meg 1924-ben)

## Fordítás
- Ez a szócikk részben vagy egészben  az   Ado Reinvald című német Wikipédia-szócikk ezen változatának fordításán alapul.  Az eredeti cikk szerkesztőit annak laptörténete sorolja fel. Ez a jelzés csupán a megfogalmazás eredetét és a szerzői jogokat jelzi, nem szolgál a cikkben szereplő információk forrásmegjelöléseként.